# Poslednie kanikuly
Poslednie kanikuly (Последние каникулы) è un film del 1969 diretto da Valerij Ivanovič Kremnev.

## Trama
Nelle ultime vacanze della sua infanzia scolastica, Boris decide di lavorare in un porto di pescatori. Danila, il fratello minore di Boris, un giovane artista molto noto nella loro piccola città, è una celebrità locale. Boris deve sopportare il fatto che tutti intorno a lui lo percepiscano non come una persona separata, ma come il fratello di un bambino prodigio.
Il tempo che Boris ha trascorso lontano da casa gli ha permesso di dare uno sguardo nuovo ai rapporti con i suoi genitori, la compagna di classe e il suo famoso fratello. Come si è scoperto, per essere solo una brava persona, hai bisogno anche di talento, a volte non meno del talento di un artista.
Il film è stato girato in Crimea, in particolare a Yalta e nelle vicinanze di Sudak a Capo Alchak.